# Ryssland i olympiska sommarspelen 2000
Ryssland deltog i de olympiska sommarspelen 2000 med en trupp bestående av 435 deltagare, 241 män och 194 kvinnor, och de tog totalt 89 medaljer.

## Medaljer

### Guld
- Oleg Sajtov - Boxning, weltervikt
- Aleksandr Lebziak - Boxning, lätt tungvikt
- Murad Umachanov - Brottning, fristil 63 kg
- Adam Sajtjev - Brottning, fristil 85 kg
- Sagid Murtazaliev - Brottning, fristil 97 kg
- David Musuľbes - Brottning, fristil 130 kg
- Varteres Samurgasjev - Brottning, grekisk-romersk stil 63 kg
- Murat Kardanov - Brottning, grekisk-romersk stil 76 kg
- Vjatjeslav Jekimov - Cykling, tempolopp
- Sergej Kljugin - Friidrott, höjdhopp
- Irina Privalova - Friidrott, 400 m häck
- Jelena Jelesina - Friidrott, höjdhopp
- Pavel Kolobkov - Fäktning, värja, individuellt
- Sergej Sjarikov, Aleksej Djatjenko, Aleksej Frosin och Stanislav Pozdnjakov - Fäktning, sabel, lag
- Karina Aznavurjan, Oksana Jermakova, Tatjana Logunova och Marija Mazina - Fäktning, värja, lag
- Aleksej Nemov - Gymnastik, mångkamp, individuellt
- Aleksej Nemov - Gymnastik, räck
- Svetlana Chorkina - Gymnastik, barr
- Jelena Zamolodtjikova - Gymnastik, hopp
- Jelena Zamolodtjikova - Gymnastik, fristående
- Julia Barsukova - Gymnastik, rytmisk sportgymnastik, individuellt
- Irina Belova, Jelena Sjalamova, Natalja Lavrova, Marija Netesova, Vera Sjimanskaja och Irina Zilber - Gymnastik, rytmisk sportgymnastik, lag
- Aleksandr Moskalenko - Gymnastik, trampolin
- Irina Karavajeva - Gymnastik, trampolin
- Handbollslandslaget herrar (Andrej Lavrov, Dmitrij Filippov, Vjatjeslav Gorpisjin, Oleg Chodkov, Eduard Koksjarov, Vasilij Kudinov, Stanislav Kulintjenko, Dmitrij Kuzelev, Denis Krivosjlykov, Igor Lavrov, Sergej Pogorelov, Pavel Sukosian, Dmitrij Torgovanov, Aleksandr Tutjkin och Lev Voronin)
- Olga Brusnikina och Marija Kiseljova - Konstsim, par
- Jelena Azarova, Olga Brusnikina, Marija Kiseljova, Olga Novoksjtjenova, Irina Persjina, Jelena Soja, Julija Vasiljeva, Olga Vasjukova och Jelena Antonova - Konstsim, lag
- Dmitrij Svatkovskij - Modern femkamp
- Dmitrij Sautin och Igor Lukasjin - Simhopp, synkroniserad 10 m
- Vera Iljina och Julija Pachalina - Simhopp, synkroniserad 3 m
- Sergej Alifirenko - Skytte, 25 m snabbpistol
- Jevgenij Kafelnikov - Tennis, singel

### Silver
- Raimkul Malachbekov - Boxning, bantamvikt
- Gajdarbek Gajdarbekov - Boxning, medelvikt
- Sultan Ibragimov - Boxning, tungvikt
- Arsen Gitinov - Brottning, fristil 69 kg
- Aleksandr Karelin - Brottning, grekisk-romersk stil 130 kg
- Olga Kuzenkova - Friidrott, slägga
- Tatiana Lebedeva - Friidrott, tresteg
- Larisa Pelesjenko - Friidrott, kulstötning
- Jelena Prochorova - Friidrott, sjukamp
- Oksana Grisjina - Cykling, sprint
- Aleksej Bondarenko - Gymnastik, hopp
- Aleksej Nemov - Gymnastik, fristående
- Svetlana Chorkina - Gymnastik, fristående
- Jekaterina Lobaznjuk - Gymnastik, bom
- Anna Tjepeleva, Svetlana Chorkina, Anastasija Kolesnikova, Jekaterina Lobaznjuk, Jelena Produnova och Jelena Zamolodtjikova - Gymnastik, mångkamp, lag
- Ljubov Bruletova - Judo, lättvikt 48 kg
- Maksim Opalev - Kanotsport, C-1 500 meter
- Aleksandr Popov - Simning, 100 m frisim
- Dmitrij Sautin och Aleksandr Dobroskok - Simhopp, synkroniserad 3 m
- Artem Chadjibekov - Skytte, 10 m luftgevär
- Svetlana Demina - Skytte, skeet
- Tatiana Goldobina - Skytte, 50 m gevär 3 positioner
- Natalja Ivanova - Taekwondo, tungvikt
- Jelena Dementieva - Tennis, singel
- Valentina Popova - Tyngdlyftning, 58-63 kg
- Vattenpololandslaget herrar (Roman Balasjov, Dmitrij Dugin, Sergej Garbuzov, Dmitrij Gorsjkov, Nikolaj Kozlov, Nikolaj Maksimov, Andrej Reketjinskij, Dmitrij Stratan, Revaz Tjomachidze, Jurij Jatsev, Alexandr Jerysjov, Marat Zakirov och Irek Zinnurov)
- Volleybollandslaget herrar (Aleksandr Gerasimov, Valerij Gorjusjev, Aleksej Kazakov, Vadim Chamuttskich, Aleksej Kulesjov, Jevgenij Mitkov, Ruslan Olichver, Ilja Saveljev, Igor Sjulepov, Sergej Tetiuchin, Konstantin Usjakov och Roman Jakovlev)
- Volleybollandslaget damer (Jevgenija Artamonova, Anastasija Belikova, Lioubov Sjasjkova, Jekaterina Gamova, Jelena Godina, Tatiana Gratjeva, Natalja Morozova, Olga Potasjova, Inessa Sargsian, Elizaveta Tisjtjenko, Elena Tiurina och Jelena Vasilevskaja)

### Brons
- Kamil Dzjamalutdinov - Boxning, fjädervikt
- Aleksandr Maletin - Boxning, lättvikt
- Aleksej Glusjkov - Brottning, grekisk-romersk stil 69 kg
- Aleksej Markov - Cykling, poänglopp
- Olga Sljusareva - Cykling, poänglopp
- Vladimir Andrejev - Friidrott, gång 20 km
- Denis Kapustin - Friidrott, tresteg
- Sergej Makarov - Friidrott, spjutkastning
- Maksim Tarasov - Friidrott, stavhopp
- Tatjana Kotova - Friidrott, längdhopp
- Julia Sotnikova, Svetlana Gontjarenko, Olga Kotljarova, Irina Privalova, Natalja Nazarova (i försöken) och Olesia Zykina (i försöken) - Friidrott, 4 x 400 m
- Dmitrij Sjevtjenko - Fäktning, florett, individuellt
- Aleksej Nemov - Gymnastik, bygelhäst
- Aleksej Nemov - Gymnastik, barr
- Maksim Aljosjin, Aleksej Bondarenko, Dmitrij Drevin, Nikolaj Krjukov, Aleksej Nemov och Jevgenij Podgornyj - Gymnastik, mångkamp, lag
- Jekaterina Lobaznjuk - Gymnastik, hopp
- Jelena Produnova - Gymnastik, bom
- Alina Kabajeva - Gymnastik, rytmisk sportgymnastik, individuellt
- Juri Stepkine - Judo, lätt tungvikt 100 kg
- Tamerlan Tmenov - Judo, tungvikt +100 kg
- Oksana Dorodnova, Irina Fedotova, Julija Levina och Larisa Merk - Rodd, fyrasculler
- Roman Sludnov - Simning, 100 m bröstsim
- Dmitrij Sautin - Simhopp, 3 m
- Dmitrij Sautin - Simhopp, 10 m
- Jevgenij Alejnikov - Skytte, 10 meter luftgevär
- Maria Feklistova - Skytte, 50 m gevär 3 positioner
- Aleksej Petrov - Tyngdlyftning, 85-94 kg
- Andrej Tjemerkin - Tyngdlyftning, +105 kg
- Vattenpololandslaget damer (Marina Akobija, Jekaterina Anikejeva, Sofja Konuch, Marija Koroljova, Natalja Kutuzova, Svetlana Kuzina, Tatiana Petrova, Julija Petrova, Galina Rytova, Jelena Smurova, Jelena Tokun, Irina Tolkunova och Jekaterina Vasiljeva)

## Badminton
Damer
| Spelare                            | Gren      | 32-delsfinal      | Sextondelsfinal                          | Åttondelsfinal                                 | Kvartsfinal       | Semifinal         | Final             | Final            |
| Spelare                            | Gren      | Motståndare Poäng | Motståndare Poäng                        | Motståndare Poäng                              | Motståndare Poäng | Motståndare Poäng | Motståndare Poäng | Placering        |
| ---------------------------------- | --------- | ----------------- | ---------------------------------------- | ---------------------------------------------- | ----------------- | ----------------- | ----------------- | ---------------- |
| Marina Yakusheva                   | Damsingel |                   | Mizui (JPN) (8) L 10-11, 6-11            | Gick inte vidare                               | Gick inte vidare  | Gick inte vidare  | Gick inte vidare  | Gick inte vidare |
| Ella Karachkova                    | Damsingel |                   | Dai (CHN) (3) L 3-11, 5-11               | Gick inte vidare                               | Gick inte vidare  | Gick inte vidare  | Gick inte vidare  | Gick inte vidare |
| Irina Rouslyakova Marina Yakusheva | Damdubbel |                   | Igawa (JPN) Nagamine (JPN) W 15-9, 15-11 | Kirkegaard (DEN) Olsen (DEN) (5) L 16-17, 5-15 | Gick inte vidare  | Gick inte vidare  | Gick inte vidare  | Gick inte vidare |

## Basket
Herrar
Gruppspel
| Kanada      | 4 | 1 | 433 | 373 | +60  | 9 | 1W–0L |
| Jugoslavien | 4 | 1 | 372 | 338 | +34  | 9 | 0W–1L |
| Australien  | 3 | 2 | 408 | 407 | +1   | 8 | 1W–0L |
| Ryssland    | 3 | 2 | 367 | 328 | +39  | 8 | 0W–1L |
| Spanien     | 1 | 4 | 349 | 376 | −27  | 6 |       |
| Angola      | 0 | 5 | 303 | 410 | −107 | 5 |       |

Slutspel
|  | Kvartsfinaler | Kvartsfinaler |              |     | Semifinaler | Semifinaler   |              |            | Final      | Final |
|  | 0             | 0             | 0            | 0   | 0           | 0             | 0            | 0          | 0          | 0     |
|  |               |               | 0            | 0   |             |               | 0            | 0          |            |       |
|  |               |               | 0            | 0   |             |               | 0            | 0          |            |       |
|  | 0 USA         | 085           | 0            | 0   |             |               | 0            | 0          |            |       |
|  | 0 USA         | 085           | 0            | 0   |             |               | 0            | 0          |            |       |
|  | 0 Ryssland    | 070           | 0            | 0   |             |               | 0            | 0          |            |       |
|  | 0 Ryssland    | 070           | 0            | 0   | 0 USA       | 085           | 0            | 0          |            |       |
|  |               |               | 0            | 0   | 0 USA       | 085           | 0            | 0          |            |       |
|  | 0             | 0 Litauen     | 0            | 083 | 0           |               |              | 0          |            |       |
|  | 0             | 0 Litauen     | 0            | 083 | 0           | 0 Jugoslavien | 063          | 0          |            |       |
|  | 0             |               |              |     |             | 0 Jugoslavien | 063          | 0          |            |       |
|  | 0             | 0 Litauen     | 076          | 0   |             |               |              | 0          |            |       |
|  | 0             | 0 Litauen     | 076          | 0   | 0 USA       | 085           |              | 0          |            |       |
|  | 0             |               |              | 0   | 0 USA       | 085           |              | 0          |            |       |
|  | 0             | 0             | 0 Frankrike  | 0   | 075         |               |              |            |            |       |
|  | 0             | 0             | 0 Frankrike  | 0   | 075         | 0 Italien     | 062          |            |            |       |
|  | 0             | 0             |              |     |             |               | 062          |            |            |       |
|  | 0             | 0             | 0 Australien | 065 | 0           |               |              |            |            |       |
|  | 0             | 0             | 0 Australien | 065 | 0           | 0 Australien  | 052          | Bronsmatch | Bronsmatch |       |
|  | 0             | 0             |              |     | 0           | 0 Australien  | 052          | Bronsmatch | Bronsmatch |       |
|  | 0             | 0             | 0 Frankrike  | 076 | 0           | 0             |              |            |            |       |
|  | 0             | 0             | 0 Frankrike  | 076 | 0           | 0             | 0 Kanada     | 063        | 0 Litauen  | 089   |
|  | 0             | 0             |              |     | 0           | 0             | 0 Kanada     | 063        | 0 Litauen  | 089   |
|  | 0             | 0             | 0 Frankrike  | 068 | 0           | 0             | 0 Australien | 071        |            |       |
|  | 0             | 0             | 0 Frankrike  | 068 | 0           | 0             | 0 Australien | 071        |            |       |
|  |               |               |              |     |             |               |              |            |            |       |
|  |               |               |              |     |             |               |              |            |            |       |

Damer
Gruppspel
| Lag         | Vinster | Förluster | PF  | PA  | Poäng |
| ----------- | ------- | --------- | --- | --- | ----- |
| USA         | 5       | 0         | 446 | 312 | 10    |
| Ryssland    | 3       | 2         | 398 | 325 | 8     |
| Sydkorea    | 3       | 2         | 343 | 296 | 8     |
| Polen       | 3       | 2         | 327 | 339 | 8     |
| Kuba        | 1       | 4         | 318 | 358 | 6     |
| Nya Zeeland | 0       | 5         | 304 | 396 | 5     |

Slutspel
|  | Kvartsfinaler | Kvartsfinaler |             |     | Semifinaler  | Semifinaler |            |            | Final       | Final |
|  | 0             | 0             | 0           | 0   | 0            | 0           | 0          | 0          | 0           | 0     |
|  |               |               | 0           | 0   |              |             | 0          | 0          |             |       |
|  |               |               | 0           | 0   |              |             | 0          | 0          |             |       |
|  | 0 Australien  | 076           | 0           | 0   |              |             | 0          | 0          |             |       |
|  | 0 Australien  | 076           | 0           | 0   |              |             | 0          | 0          |             |       |
|  | 0 Polen       | 048           | 0           | 0   |              |             | 0          | 0          |             |       |
|  | 0 Polen       | 048           | 0           | 0   | 0 Australien | 064         | 0          | 0          |             |       |
|  |               |               | 0           | 0   | 0 Australien | 064         | 0          | 0          |             |       |
|  | 0             | 0 Brasilien   | 0           | 052 | 0            |             |            | 0          |             |       |
|  | 0             | 0 Brasilien   | 0           | 052 | 0            | 0 Ryssland  | 067        | 0          |             |       |
|  | 0             |               |             |     |              | 0 Ryssland  | 067        | 0          |             |       |
|  | 0             | 0 Brasilien   | 068         | 0   |              |             |            | 0          |             |       |
|  | 0             | 0 Brasilien   | 068         | 0   | 0 Australien | 054         |            | 0          |             |       |
|  | 0             |               |             | 0   | 0 Australien | 054         |            | 0          |             |       |
|  | 0             | 0             | 0 USA       | 0   | 076          |             |            |            |             |       |
|  | 0             | 0             | 0 USA       | 0   | 076          | 0 Frankrike | 058        |            |             |       |
|  | 0             | 0             |             |     |              |             | 058        |            |             |       |
|  | 0             | 0             | 0 Sydkorea  | 069 | 0            |             |            |            |             |       |
|  | 0             | 0             | 0 Sydkorea  | 069 | 0            | 0 Sydkorea  | 065        | Bronsmatch | Bronsmatch  |       |
|  | 0             | 0             |             |     | 0            | 0 Sydkorea  | 065        | Bronsmatch | Bronsmatch  |       |
|  | 0             | 0             | 0 USA       | 078 | 0            | 0           |            |            |             |       |
|  | 0             | 0             | 0 USA       | 078 | 0            | 0           | 0 USA      | 058        | 0 Brasilien | 084   |
|  | 0             | 0             |             |     | 0            | 0           | 0 USA      | 058        | 0 Brasilien | 084   |
|  | 0             | 0             | 0 Slovakien | 043 | 0            | 0           | 0 Sydkorea | 073        |             |       |
|  | 0             | 0             | 0 Slovakien | 043 | 0            | 0           | 0 Sydkorea | 073        |             |       |
|  |               |               |             |     |              |             |            |            |             |       |
|  |               |               |             |     |              |             |            |            |             |       |

## Bordtennis
Damer
| Spelare                     | Gren      | Grupp                                                         | Omgång 1              | Omgång 2             | Kvartsfinal          | Semifinal            | Final                |                  |
| Spelare                     | Gren      | Motståndare Resultat                                          | Motståndare Resultat  | Motståndare Resultat | Motståndare Resultat | Motståndare Resultat | Motståndare Resultat |                  |
| --------------------------- | --------- | ------------------------------------------------------------- | --------------------- | -------------------- | -------------------- | -------------------- | -------------------- | ---------------- |
| Oksana Kushch               | Damsingel | Badescu (ROU) L 1-3 Silva (BRA) W 3-1                         | Gick inte vidare      | Gick inte vidare     | Gick inte vidare     | Gick inte vidare     | Gick inte vidare     |                  |
| Galina Melnik               | Damsingel | Wong (HKG) W 3-2 Abdel Aziz (EGY) W 3-0                       | Li (CHN) (2) L 2-3    | Gick inte vidare     | Gick inte vidare     | Gick inte vidare     | Gick inte vidare     |                  |
| Irina Palina                | Damsingel | Musoke (UGA) W 3-0 Song (HKG) W 3-0                           | Tóth (HUN) (15) L 0-3 | Gick inte vidare     | Gick inte vidare     | Gick inte vidare     | Gick inte vidare     |                  |
| Oksana Kushch Galina Melnik | Damdubbel | Badescu (ROU) Steff (ROU) L 0-2 Okenla (NGR) Owon (NGR) W 2-0 |                       | Gick inte vidare     | Gick inte vidare     | Gick inte vidare     | Gick inte vidare     | Gick inte vidare |

## Boxning
| Boxare                | Gren            | 32-delsfinal                 | Åttondelsfinal           | Kvartsfinal            | Semifinal                 | Final                    | Placering        |
| Boxare                | Gren            | Motståndare Resultat         | Motståndare Resultat     | Motståndare Resultat   | Motståndare Resultat      | Motståndare Resultat     | Placering        |
| --------------------- | --------------- | ---------------------------- | ------------------------ | ---------------------- | ------------------------- | ------------------------ | ---------------- |
| Sergej Kazakov        | Lätt flugvikt   | Viloria (USA) L 6-8          | Gick inte vidare         | Gick inte vidare       | Gick inte vidare          | Gick inte vidare         | Gick inte vidare |
| Ilfat Raziapov        | Flugvikt        |                              | Darchinyan (ARM) L 11-20 | Gick inte vidare       | Gick inte vidare          | Gick inte vidare         | Gick inte vidare |
| Raimkul Malachbekov   | Bantamvikt      | Labarda (ARG) W RSCO         | Khurtsilava (GEO) W 13-7 | Rahimov (UZB) W 16-10  | Daniltjenko (UKR) W 15-10 | Rigondeaux (CUB) L 12-18 |                  |
| Kamil Dzjamalutdinov  | Fjädervikt      | Bičiulaitis (LTU) W 9-5      | Bojado (MEX) W 15-12     | Aguilera (CUB) W 17-12 | Juarez (USA) L 12-23      | Gick inte vidare         |                  |
| Aleksandr Maletin     | Lättvikt        | Nuriddinov (AZE) W 14-5      | López (VEN) W RSCO       | Palyani (TUR) W RSCO   | Kindelán (CUB) L 15-27    | Gick inte vidare         |                  |
| Aleksandr Leonov      | Lätt weltervikt | Khelifi (TUN) W 14-9         | Hwang (KOR) W 14-10      | Williams (USA) L 12-17 | Gick inte vidare          | Gick inte vidare         | Gick inte vidare |
| Oleg Saitov           | Weltervikt      |                              | Calderon (COL) W 15-1    | Khairov (AZE) W +10-10 | Simion (ROU) W 19-10      | Dotsenko (UKR) W 24-16   |                  |
| Andrej Misjin         | Lätt mellanvikt | Esther (FRA) L 11-16         | Gick inte vidare         | Gick inte vidare       | Gick inte vidare          | Gick inte vidare         |                  |
| Gajdarbek Gajdarbekov | Mellanvikt      | Haydarov (UZB) W 11-10       | Eromosole (NGR) W 15-9   | Lacy (USA) W RSCO      | Erdei (HUN) W 24-16       | Gutiérrez (CUB) L 15-17  |                  |
| Aleksandr Lebziak     | Lätt tungvikt   | El Hadj Djibril (SEN) W RSCO | Green (AUS) W RSCO       | Dovi (FRA) W 13-11     | Mixaylov (UZB) W RSCO     | Kraj (CZE) W 20-6        |                  |
| Sultan Ibragimov      | Tungvikt        |                              | Lalau (SAM) W RSHC       | Chanet (FRA) W 18-13   | Chanturia (GEO) W 19-4    | Savón (CUB) L 13-21      |                  |
| Aleksej Lezin         | Supertungvikt   |                              | Harrison (GBR) L RSC     | Gick inte vidare       | Gick inte vidare          | Gick inte vidare         | Gick inte vidare |

## Brottning
Herrarnas fristil
| Brottare          | Gren                   | Elimineringspool                                               | Kvartsfinal              | Semifinal              | Final                  | Placering |
| Brottare          | Gren                   | Motståndare Resultat                                           | Motståndare Resultat     | Motståndare Resultat   | Motståndare Resultat   | Placering |
| ----------------- | ---------------------- | -------------------------------------------------------------- | ------------------------ | ---------------------- | ---------------------- | --------- |
| Leonid Chuchunov  | Flugvikt, fristil      | Zakharuk (UKR) L 0-3 Conov (BUL) W 4-0                         | Gick inte vidare         | Gick inte vidare       | Gick inte vidare       | 12        |
| Murad Ramazanov   | Bantamvikt, fristil    | Zakhartdinov (UZB) W 3-1 Cuciuc (MDA) L 0-3 Doğan (TUR) W 4-0  |                          | Gick inte vidare       | Gick inte vidare       | 8         |
| Murad Umachanov   | Fjädervikt, fristil    | Tedeyev (UKR) W 4-1 Jo (PRK) W 3-1                             |                          | Jang (KOR) W 3-1       | Barzakov (BUL) W 3-1   |           |
| Arsen Gitinov     | Lättvikt, fristil      | Gevorgyan (ARM) W 3-1 Hurtado (COL) W 4-0 Loizidis (GRE) W 3-1 |                          | Demchenko (BLR) W 3-1  | Igali (CAN) L 1-3      |           |
| Buvajsar Sajtijev | Weltervikt, fristil    | Paskalev (BUL) W 3-1 Slay (USA) L 1-3                          | Gick inte vidare         | Gick inte vidare       | Gick inte vidare       | 10        |
| Adam Sajtjev      | Mellanvikt, fristil    | Musaev (BLR) W 3-1 Praporshchikov (AUS) W 4-0                  | Yang (KOR) W 3-0         | Ibragimov (MKD) W 3-0  | Romero (CUB) W 4-0     |           |
| Sagid Murtazaljev | Tungvikt, fristil      | Tasoyev (UKR) W 3-0 Douglas (USA) W 3-1                        | Xanthopoulos (GRE) W 3-0 | Kurtanidze (GEO) W 3-1 | Bairamukov (KAZ) W 3-0 |           |
| David Musuľbes    | Supertungvikt, fristil | Thiele (GER) W 3-0 Pecha (SVK) W 4-0                           |                          | Jadidi (IRI) W 3-0     | Taymazov (UZB) W 3-1   |           |

Herrarnas grekisk-romerska
| Brottare              | Gren                           | Elimineringspool                                             | Kvartsfinal            | Semifinal                  | Final                          | Placering |
| Brottare              | Gren                           | Motståndare Resultat                                         | Motståndare Resultat   | Motståndare Resultat       | Motståndare Resultat           | Placering |
| --------------------- | ------------------------------ | ------------------------------------------------------------ | ---------------------- | -------------------------- | ------------------------------ | --------- |
| Alexey Shevtsov       | Flugvikt, grekisk-romersk      | Kang (PRK) L 1-3 Sandu (ROU) W 3-1                           | Gick inte vidare       | Gick inte vidare           | Gick inte vidare               | 12        |
| Valeri Nikonorov      | Bantamvikt, grekisk-romersk    | Borăscu (ROU) W 3-1 Yildiz (GER) L 1-3 Barguaoui (TUN) W 3-1 |                        | Gick inte vidare           | Gick inte vidare               | 7         |
| Varteres Samourgachev | Fjädervikt, grekisk-romersk    | Eroğlu (TUR) W 3-1 Zawadzki (POL) W 4-0                      | Bracken (USA) W 3-1    | Chachua (GEO) W 3-1        | Marén (CUB) W 3-0              |           |
| Aleksej Glusjkov      | Lättvikt, grekisk-romersk      | Wolny (POL) W 3-1 Kopytov (BLR) W 4-0 Adzhi (UKR) W 3-1      |                        | Nagata (JPN) L 1-3         | Bronsmatch Nikitin (EST) W 3-0 |           |
| Murat Kardanov        | Weltervikt, grekisk-romersk    | Katayama (JPN) W 3-0 Berzicza (HUN) W 3-0                    | Abrahamian (SWE) W 3-1 | Yli-Hannuksela (FIN) W 3-0 | Lindland (USA) W 3-0           |           |
| Aleksandr Menshikov   | Mellanvikt, grekisk-romersk    | Tsilent (BLR) L 0-3 Oleynyk (UKR) W 3-0                      | Gick inte vidare       | Gick inte vidare           | Gick inte vidare               | 13        |
| Georgi Koguashvili    | Tungvikt, grekisk-romersk      | Lowney (USA) L 1-3 Švec (CZE) W 3-1                          | Gick inte vidare       | Gick inte vidare           | Gick inte vidare               | 12        |
| Aleksandr Karelin     | Supertungvikt, grekisk-romersk | Mureiko (BUL) W 3-0 Deák-Bárdos (HUN) W 4-0                  | Saldadze (UKR) W 3-0   | Debelka (BLR) W 3-0        | Gardner (USA) L 0-3            |           |

## Bågskytte
Herrar
| Idrottare                                         | Gren                   | Rankningsomgång | Rankningsomgång | 32-delsfinal                    | Sextondelsfinal            | Åttondelsfinal              | Kvartsfinal                     | Semifinal              | Final Bronsmatch                       | Final Bronsmatch |
| Idrottare                                         | Gren                   | Poäng           | Seed            | Motståndare Poäng               | Motståndare Poäng          | Motståndare Poäng           | Motståndare Poäng               | Motståndare Poäng      | Motståndare Poäng                      | Placering        |
| ------------------------------------------------- | ---------------------- | --------------- | --------------- | ------------------------------- | -------------------------- | --------------------------- | ------------------------------- | ---------------------- | -------------------------------------- | ---------------- |
| Bair Badënov                                      | Herrarnas individuella | 618             | 39              | Antonov (UKR) (26) L 153-164    | Gick inte vidare           | Gick inte vidare            | Gick inte vidare                | Gick inte vidare       | Gick inte vidare                       | 52               |
| Yuri Leontiev                                     | Herrarnas individuella | 617             | 40              | de Grandis (FRA) (25) L 163-171 | Gick inte vidare           | Gick inte vidare            | Gick inte vidare                | Gick inte vidare       | Gick inte vidare                       | 34               |
| Balzhinima Tsyrempilov                            | Herrarnas individuella | 635             | 17              | Ebden (NZL) (48) W 168-147      | Mikos (POL) (49) W 163-154 | Jang (KOR) (1) W 167-164    | Fairweather (AUS) (8) L 104-113 | Gick inte vidare       | Gick inte vidare                       | 7                |
| Bair Badënov Yuri Leontiev Balzhinima Tsyrempilov | Herrarnas lagtävling   | 1870            | 12              |                                 |                            | Nederländerna (5) W 248-241 | Turkiet (4) W 247-245           | Sydkorea (1) L 229-240 | Bronsmatch USA (2) L 239(+26)-239(+29) | 4                |

Damer
| Idrottare        | Gren                  | Rankningsomgång | Rankningsomgång | 32-delsfinal                | Sextondelsfinal          | Åttondelsfinal             | Kvartsfinal             | Semifinal         | Final Bronsmatch  | Final Bronsmatch |
| Idrottare        | Gren                  | Poäng           | Seed            | Motståndare Poäng           | Motståndare Poäng        | Motståndare Poäng          | Motståndare Poäng       | Motståndare Poäng | Motståndare Poäng | Placering        |
| ---------------- | --------------------- | --------------- | --------------- | --------------------------- | ------------------------ | -------------------------- | ----------------------- | ----------------- | ----------------- | ---------------- |
| Natalia Bolotova | Damernas individuella | 634             | 21              | Psarra (GRE) (44) W 161-154 | Lin (TPE) (12) W 158-157 | Lecka (POL) (28) W 161-157 | Yun (KOR) (4) L 105-110 | Gick inte vidare  | Gick inte vidare  | 6                |

## Cykling

### Mountainbike
Herrar
| Cyklist          | Gren                  | Tid                    | Placering |
| ---------------- | --------------------- | ---------------------- | --------- |
| Pavel Cherkassov | Herrarnas terränglopp | 2:17:21.92 (+ 8:19.42) | 20        |

Damer
| Cyklist         | Gren                 | Tid                    | Placering |
| --------------- | -------------------- | ---------------------- | --------- |
| Alla Yepifanova | Damernas terränglopp | 1:50:45.43 (+ 1:21.05) | 4         |

### Landsväg
Herrar
| Cyklist            | Gren                | Tid            | Placering      |
| ------------------ | ------------------- | -------------- | -------------- |
| Viatcheslav Ekimov | Herrarnas tempolopp | 57:40          |                |
| Viatcheslav Ekimov | Herrarnas linjelopp | 5:34:58 (5:50) | 75             |
| Sergei Ivanov      | Herrarnas linjelopp | 5:30:46 (1:38) | 36             |
| Dimitri Konyshev   | Herrarnas linjelopp | 5:30:34 (1:26) | 10             |
| Evgeni Petrov      | Herrarnas tempolopp | 59:40 (2:00)   | 14             |
| Evgeni Petrov      | Herrarnas linjelopp | Did Not Finish | Did Not Finish |
| Pavel Tonkov       | Herrarnas linjelopp | 5:30:46 (1:38) | 29             |

Damer
| Cyklist             | Gren               | Tid            | Placering |
| ------------------- | ------------------ | -------------- | --------- |
| Svetlana Bubnenkova | Damernas linjelopp | 3:06:31 (0:00) | 5         |
| Olga Slyusareva     | Damernas tempolopp | 45:51 (3:51)   | 23        |
| Olga Slyusareva     | Damernas linjelopp | 3:13:27 (6:56) | 42        |
| Zulfiya Zabirova    | Damernas tempolopp | 44:22 (2:22)   | 12        |
| Zulfiya Zabirova    | Damernas linjelopp | 3:06:31 (0:00) | 7         |

### Bana
Sprint
| Cyklist         | Gren            | Kval          | Kval      | Åttondelsfinal               | Åttondelsfinal Återkval   | Kvartsfinal                        | Semifinal                         | Final                          | Final     |
| Cyklist         | Gren            | Tid Hastighet | Placering | Motståndare Tid Hastighet    | Motståndare Tid Hastighet | Motståndare Tid Hastighet          | Motståndare Tid Hastighet         | Motståndare Tid Hastighet      | Placering |
| --------------- | --------------- | ------------- | --------- | ---------------------------- | ------------------------- | ---------------------------------- | --------------------------------- | ------------------------------ | --------- |
| Oksana Grishina | Damernas sprint | 11.439        | 2         | Ramage (NZL) W 12.195 59.041 |                           | Szabolcsi (HUN) W 12.545, W 12.885 | Yanovych (UKR) W 12.594, W 12.726 | Ballanger (FRA) L, W 13.112, L |           |

Förföljelser
| Cyklist                                                                       | Gren                     | Kval     | Kval      | Första omgången | Första omgången | Semifinal        | Semifinal        | Final            | Final            |
| Cyklist                                                                       | Gren                     | Tid      | Placering | Motståndare Tid | Placering       | Motståndare Tid  | Placering        | Motståndare Tid  | Placering        |
| ----------------------------------------------------------------------------- | ------------------------ | -------- | --------- | --------------- | --------------- | ---------------- | ---------------- | ---------------- | ---------------- |
| Vladimir Karpets                                                              | Herrarnas förföljelse    | 4:31.342 | 11        |                 |                 | Gick inte vidare | Gick inte vidare | Gick inte vidare | Gick inte vidare |
| Alexei Markov                                                                 | Herrarnas förföljelse    | 4:31.589 | 13        |                 |                 | Gick inte vidare | Gick inte vidare | Gick inte vidare | Gick inte vidare |
| Vladimir Karpets Alexei Markov Vladislav Borisov Denis Smyslov Serguei Klimov | Herrarnas lagförföljelse | 4:09.910 | 8         | Storbritannien  | OVL             | Gick inte vidare | Gick inte vidare | Gick inte vidare | Gick inte vidare |
| Natalia Karimova                                                              | Damernas förföljelse     | 3:41.627 | 9         |                 |                 | Gick inte vidare | Gick inte vidare | Gick inte vidare | Gick inte vidare |

Tempo
| Cyklist         | Gren               | Tid Hastighet | Placering |
| --------------- | ------------------ | ------------- | --------- |
| Oksana Grishina | Damernas tempolopp | 36.169 49.766 | 15        |

Poänglopp
| Cyklist                      | Gren                | Poäng/varv | Placering |
| ---------------------------- | ------------------- | ---------- | --------- |
| Alexei Markov                | Herrarnas poänglopp | 16 / -1    |           |
| Olga Slyusareva              | Damernas poänglopp  | 15 / 0     |           |
| Anton Shantyr Eduard Gritsun | Herrarnas Madison   | 5 / -2     | 14        |

## Friidrott
Herrar
| Friidrottare                                                          | Gren                            | Heat     | Heat      | Kvartsfinal      | Kvartsfinal      | Semifinal        | Semifinal        | Final            | Final            |
| Friidrottare                                                          | Gren                            | Resultat | Placering | Resultat         | Placering        | Resultat         | Placering        | Resultat         | Placering        |
| --------------------------------------------------------------------- | ------------------------------- | -------- | --------- | ---------------- | ---------------- | ---------------- | ---------------- | ---------------- | ---------------- |
| Vladimir Andreyev                                                     | Herrarnas 20 kilometer gång     |          |           |                  |                  |                  |                  | 1:19.27          |                  |
| Dmitriy Bogdanov                                                      | Herrarnas 800 meter             | 1:48.14  | 4         |                  |                  | Gick inte vidare | Gick inte vidare | Gick inte vidare | Gick inte vidare |
| Aleksandr Borichevskiy                                                | Herrarnas diskuskastning        | 61.98    | 7         |                  |                  |                  |                  | Gick inte vidare | Gick inte vidare |
| Yuriy Borzakovskiy                                                    | Herrarnas 800 meter             | 1:45.39  | 1 Q       |                  |                  | 1:44.33          | 2 Q              | 1:45.83          | 6                |
| Pyotr Brayko                                                          | Herrarnas höjdhopp              | 2.15     | 15        |                  |                  |                  |                  | Gick inte vidare | Gick inte vidare |
| Danil Burkenya                                                        | Herrarnas längdhopp             | 7.79     | 13        |                  |                  |                  |                  | Gick inte vidare | Gick inte vidare |
| Sergey Bychkov                                                        | Herrarnas 100 meter             | 10.68    | 6         | Gick inte vidare | Gick inte vidare | Gick inte vidare | Gick inte vidare | Gick inte vidare | Gick inte vidare |
| Pavel Chumachenko                                                     | Herrarnas kulstötning           | 19.40    | 9         |                  |                  |                  |                  | Gick inte vidare | Gick inte vidare |
| Pavel Gerasimov                                                       | Herrarnas stavhopp              | 5.40     | 13        |                  |                  |                  |                  | Gick inte vidare | Gick inte vidare |
| Dmitriy Golovastov                                                    | Herrarnas 400 meter             | 45.90    | 4 q       | 45.66            | 5                | Gick inte vidare | Gick inte vidare | Gick inte vidare | Gick inte vidare |
| Boris Gorban                                                          | Herrarnas 400 meter häck        | 49.44    | 2 Q       |                  |                  | 49.29            | 5                | Gick inte vidare | Gick inte vidare |
| Dmitriy Kapitonov                                                     | Herrarnas maraton               |          |           |                  |                  |                  |                  | 2:19:38          | 34               |
| Denis Kapustin                                                        | Herrarnas tresteg               | 17.04    | 4 Q       |                  |                  |                  |                  | 17.46            |                  |
| Andrey Kislykh                                                        | Herrarnas 110 meter häck        | 13.77    | 2 Q       | 14.03            | 5                | Gick inte vidare | Gick inte vidare | Gick inte vidare | Gick inte vidare |
| Sergey Klyugin                                                        | Herrarnas höjdhopp              | 2.27     | 3 q       |                  |                  |                  |                  | 2.35             |                  |
| Pavel Kokin                                                           | Herrarnas maraton               |          |           |                  |                  |                  |                  | 2:18:02          | 26               |
| Ilya Konovalov                                                        | Herrarnas släggkastning         | 77.07    | 6 q       |                  |                  |                  |                  | 78.56            | 5                |
| Lev Lobodin                                                           | Herrarnas tiokamp               |          |           |                  |                  |                  |                  | 8071             | 13               |
| Sergej Makarov                                                        | Herrarnas spjutkastning         | 85.60    | 3 Q       |                  |                  |                  |                  | 88.67            |                  |
| Dmitry Maksimov                                                       | Herrarnas 10 000 meter          | 28:54.15 | 16        |                  |                  |                  |                  | Gick inte vidare | Gick inte vidare |
| Vladimir Malyavin                                                     | Herrarnas längdhopp             | 8.03     | 5 q       |                  |                  |                  |                  | 7.67             | 12               |
| Gennadiy Markov                                                       | Herrarnas tresteg               | 16.36    | 13        |                  |                  |                  |                  | Gick inte vidare | Gick inte vidare |
| Ilya Markov                                                           | Herrarnas 20 kilometer gång     |          |           |                  |                  |                  |                  | 1:23.03          | 15               |
| Ruslan Mashchenko                                                     | Herrarnas 400 meter häck        | 50.01    | 3 q       |                  |                  | 48.94            | 3                | Gick inte vidare | Gick inte vidare |
| Artem Mastrov                                                         | Herrarnas 800 meter             | 1:49.89  | 6         |                  |                  | Gick inte vidare | Gick inte vidare | Gick inte vidare | Gick inte vidare |
| Nikolay Matyukhin                                                     | Herrarnas 50 kilometer gång     |          |           |                  |                  |                  |                  | 3:46.37          | 5                |
| Vladimir Ovchinnikov                                                  | Herrarnas spjutkastning         | 82.10    | 7         |                  |                  |                  |                  | Gick inte vidare | Gick inte vidare |
| Evgeny Pechenkin                                                      | Herrarnas 110 meter häck        | 13.56    | 2 Q       | 13.63            | 4 Q              | 13.62            | 7                | Gick inte vidare | Gick inte vidare |
| Vladimir Potemin                                                      | Herrarnas 50 kilometer gång     |          |           |                  |                  |                  |                  | 4:02.38          | 26               |
| Vladimir Pronin                                                       | Herrarnas 3 000 meter hinder    | 8:57.69  | 13        |                  |                  |                  |                  | Gick inte vidare | Gick inte vidare |
| Roman Rasskazov                                                       | Herrarnas 20 kilometer gång     |          |           |                  |                  |                  |                  | 1:20.57          | 6                |
| Roman Razbeyko                                                        | Herrarnas tiokamp               |          |           |                  |                  |                  |                  | Did Not Finish   | Did Not Finish   |
| Aleksandr Ryabov                                                      | Herrarnas 200 meter             | 21.02    | 5         | Gick inte vidare | Gick inte vidare | Gick inte vidare | Gick inte vidare | Gick inte vidare | Gick inte vidare |
| Vyacheslav Shabunin                                                   | Herrarnas 1 500 meter           | 3:41.52  | 9         |                  |                  | Gick inte vidare | Gick inte vidare | Gick inte vidare | Gick inte vidare |
| Dmitriy Shevchenko                                                    | Herrarnas diskuskastning        | 65.29    | 4 Q       |                  |                  |                  |                  | 62.65            | 11               |
| Vladislav Shiryayev                                                   | Herrarnas 400 meter häck        | 50.39    | 3         |                  |                  | Gick inte vidare | Gick inte vidare | Gick inte vidare | Gick inte vidare |
| Vasiliy Sidorenko                                                     | Herrarnas släggkastning         | 74.72    | 10        |                  |                  |                  |                  | Gick inte vidare | Gick inte vidare |
| Vitaliy Sidorov                                                       | Herrarnas diskuskastning        | 60.65    | 15        |                  |                  |                  |                  | Gick inte vidare | Gick inte vidare |
| Yevgeniy Smiryagin                                                    | Herrarnas stavhopp              | 5.65     | 3 q       |                  |                  |                  |                  | 5.50             | 10               |
| Kiril Sosunov                                                         | Herrarnas längdhopp             | 7.97     | 10        |                  |                  |                  |                  | Gick inte vidare | Gick inte vidare |
| Igor Spasovkhodskiy                                                   | Herrarnas tresteg               | 15.79    | 15        |                  |                  |                  |                  | Gick inte vidare | Gick inte vidare |
| Valeriy Spitsyn                                                       | Herrarnas 50 kilometer gång     |          |           |                  |                  |                  |                  | Did Not Finish   | Did Not Finish   |
| Maksim Tarasov                                                        | Herrarnas stavhopp              | 5.65     | 5 q       |                  |                  |                  |                  | 5.90             |                  |
| Vyacheslav Voronin                                                    | Herrarnas höjdhopp              | 2.27     | 1 q       |                  |                  |                  |                  | 2.29             | 10               |
| Aleksey Zagornyi                                                      | Herrarnas släggkastning         | 74.63    | 11        |                  |                  |                  |                  | Gick inte vidare | Gick inte vidare |
| Sergey Bychkov Aleksandr Ryabov Aleksandr Smirnov Dmitri Vasilyev     | Herrarnas 4 x 100 meter stafett | 39.29    | 4         |                  |                  | Gick inte vidare | Gick inte vidare | Gick inte vidare | Gick inte vidare |
| Dmitriy Bogdanov Dmitriy Golovastov Ruslan Mashchenko Andrey Semyonov | Herrarnas 4 x 400 meter stafett | 3:05.37  | 2 Q       |                  |                  | 3:02.28          | 4                | Gick inte vidare | Gick inte vidare |

Damer
| Friidrottare                                                                                        | Gren                           | Heat           | Heat           | Kvartsfinal      | Kvartsfinal      | Semifinal        | Semifinal        | Final            | Final            |
| Friidrottare                                                                                        | Gren                           | Resultat       | Placering      | Resultat         | Placering        | Resultat         | Placering        | Resultat         | Placering        |
| --------------------------------------------------------------------------------------------------- | ------------------------------ | -------------- | -------------- | ---------------- | ---------------- | ---------------- | ---------------- | ---------------- | ---------------- |
| Yelena Belyakova                                                                                    | Damernas stavhopp              | No Mark        | No Mark        |                  |                  |                  |                  | Gick inte vidare | Gick inte vidare |
| Madina Biktagirova                                                                                  | Damernas maraton               |                |                |                  |                  |                  |                  | 2:26:33          | 5                |
| Lyudmila Biktasheva                                                                                 | Damernas 10 000 meter          | 32:52.00       | 9 q            |                  |                  |                  |                  | 31:47.10         | 13               |
| Galina Bogomolova                                                                                   | Damernas 10 000 meter          | 34:06.21       | 16             |                  |                  |                  |                  | Gick inte vidare | Gick inte vidare |
| Natalia Chulkova                                                                                    | Damernas 400 meter häck        | Did Not Finish | Did Not Finish |                  |                  | Gick inte vidare | Gick inte vidare | Gick inte vidare | Gick inte vidare |
| Alla Davydova                                                                                       | Damernas släggkastning         | 60.86          | 10             |                  |                  |                  |                  | Gick inte vidare | Gick inte vidare |
| Oxana Ekk                                                                                           | Damernas 200 meter             | 23.17          | 4 Q            | 23.17            | 6                | Gick inte vidare | Gick inte vidare | Gick inte vidare | Gick inte vidare |
| Oksana Esipchuk                                                                                     | Damernas diskuskastning        | 59.51          | 8              |                  |                  |                  |                  | Gick inte vidare | Gick inte vidare |
| Svetlana Feofanova                                                                                  | Damernas stavhopp              | No Mark        | No Mark        |                  |                  |                  |                  | Gick inte vidare | Gick inte vidare |
| Lyudmila Galkina                                                                                    | Damernas längdhopp             | 6.62           | 5 q            |                  |                  |                  |                  | 6.56             | 9                |
| Natalya Gorelova                                                                                    | Damernas 1 500 meter           | 4:12.84        | 10             |                  |                  | Gick inte vidare | Gick inte vidare | Gick inte vidare | Gick inte vidare |
| Yuliya Graudyn                                                                                      | Damernas 100 meter häck        | 12.98          | 4 Q            | Did Not Finish   | Did Not Finish   | Gick inte vidare | Gick inte vidare | Gick inte vidare | Gick inte vidare |
| Lidiya Grigoryeva                                                                                   | Damernas 10 000 meter          | 32:44.43       | 9 q            |                  |                  |                  |                  | 31:21.27         | 9                |
| Tatyana Gudkova                                                                                     | Damernas 20 kilometer gång     |                |                |                  |                  |                  |                  | 1:32.35          | 8                |
| Natalya Ignatova                                                                                    | Damernas 100 meter             | 11.54          | 3 Q            | 11.47            | 6                | Gick inte vidare | Gick inte vidare | Gick inte vidare | Gick inte vidare |
| Yelena Isinbayeva                                                                                   | Damernas stavhopp              | No Mark        | No Mark        |                  |                  |                  |                  | Gick inte vidare | Gick inte vidare |
| Yekaterina Ivakina                                                                                  | Damernas spjutkastning         | 55.58          | 10             |                  |                  |                  |                  | Gick inte vidare | Gick inte vidare |
| Irina Khabarova                                                                                     | Damernas 200 meter             | 23.21          | 3 Q            | 23.27            | 6                | Gick inte vidare | Gick inte vidare | Gick inte vidare | Gick inte vidare |
| Tatyana Konstantinova                                                                               | Damernas släggkastning         | 61.48          | 8              |                  |                  |                  |                  | Gick inte vidare | Gick inte vidare |
| Diana Koritskaya                                                                                    | Damernas sjukamp               |                |                |                  |                  |                  |                  | 5975             | 15               |
| Larisa Korotkevich                                                                                  | Damernas diskuskastning        | 58.81          | 10             |                  |                  |                  |                  | Gick inte vidare | Gick inte vidare |
| Olga Kotlyarova                                                                                     | Damernas 400 meter             | 51.99          | 2 Q            | 50.97            | 3 Q              | 51.21            | 4 Q              | 51.04            | 8                |
| Tatyana Kotova                                                                                      | Damernas längdhopp             | 6.66           | 5 q            |                  |                  |                  |                  | 6.83             |                  |
| Svetlana Krivelyova                                                                                 | Damernas kulstötning           | 18.56          | 3 Q            |                  |                  |                  |                  | 19.37            | 4                |
| Marina Kuptsova                                                                                     | Damernas höjdhopp              | 1.85           | 13             |                  |                  |                  |                  | Gick inte vidare | Gick inte vidare |
| Olga Kuzenkova                                                                                      | Damernas släggkastning         | 70.60          | 1 Q            |                  |                  |                  |                  | 69.77            |                  |
| Svetlana Lapina                                                                                     | Damernas höjdhopp              | 1.92           | 8              |                  |                  |                  |                  | Gick inte vidare | Gick inte vidare |
| Inna Lasovskaya                                                                                     | Damernas tresteg               | 13.75          | 9              |                  |                  |                  |                  | Gick inte vidare | Gick inte vidare |
| Svetlana Laukhova                                                                                   | Damernas 100 meter häck        | 12.98          | 3 Q            | 12.96            | 4 Q              | 12.95            | 5                | Gick inte vidare | Gick inte vidare |
| Tatyana Lebedeva                                                                                    | Damernas tresteg               | 14.91          | 1 Q            |                  |                  |                  |                  | 15.00            |                  |
| Svetlana Masterkova                                                                                 | Damernas 1 500 meter           | Did Not Finish | Did Not Finish |                  |                  | Gick inte vidare | Gick inte vidare | Gick inte vidare | Gick inte vidare |
| Irina Mistyukevich                                                                                  | Damernas 800 meter             | 1:59.73        | 2 Q            |                  |                  | 2:02.95          | 7                | Gick inte vidare | Gick inte vidare |
| Lyubov Morgunova                                                                                    | Damernas maraton               |                |                |                  |                  |                  |                  | 2:32:35          | 23               |
| Natalya Nazarova                                                                                    | Damernas 400 meter             | 52.05          | 2 Q            | 51.44            | 4 Q              | 51.83            | 6                | Gick inte vidare | Gick inte vidare |
| Julija Nosova                                                                                       | Damernas 400 meter häck        | 56.11          | 4 q            |                  |                  | 56.58            | 8                | Gick inte vidare | Gick inte vidare |
| Larisa Peleshenko                                                                                   | Damernas kulstötning           | 19.08          | 3 Q            |                  |                  |                  |                  | 19.92            |                  |
| Olga Polyakova                                                                                      | Damernas 20 kilometer gång     |                |                |                  |                  |                  |                  | Did Not Finish   | Did Not Finish   |
| Svetlana Pospelova                                                                                  | Damernas 400 meter             | 53.34          | 4              | Gick inte vidare | Gick inte vidare | Gick inte vidare | Gick inte vidare | Gick inte vidare | Gick inte vidare |
| Irina Privalova                                                                                     | Damernas 400 meter häck        | 55.89          | 1 Q            |                  |                  | 54.02            | 1 Q              | 53.02            |                  |
| Jelena Prochorova                                                                                   | Damernas sjukamp               |                |                |                  |                  |                  |                  | 6531             |                  |
| Olga Raspopova                                                                                      | Damernas 800 meter             | 2:01.95        | 3              |                  |                  | Gick inte vidare | Gick inte vidare | Gick inte vidare | Gick inte vidare |
| Lyudmila Rogachova                                                                                  | Damernas 1 500 meter           | 4:09.81        | 9 q            |                  |                  | 4:09.18          | 9                | Gick inte vidare | Gick inte vidare |
| Oksana Rogova                                                                                       | Damernas tresteg               | 14.25          | 4 Q            |                  |                  |                  |                  | 13.97            | 8                |
| Natalya Roshchupkina                                                                                | Damernas sjukamp               |                |                |                  |                  |                  |                  | 6237             | 6                |
| Olga Rublyova                                                                                       | Damernas längdhopp             | 6.65           | 6 q            |                  |                  |                  |                  | 6.79             | 5                |
| Olga Ryabinkina                                                                                     | Damernas kulstötning           | 19.20          | 2 Q            |                  |                  |                  |                  | 17.85            | 10               |
| Natalya Sadova                                                                                      | Damernas diskuskastning        | 64.62          | 1 Q            |                  |                  |                  |                  | 65.00            | 4                |
| Natalya Shekhodanova                                                                                | Damernas 100 meter häck        | 13.15          | 3 Q            | 12.96            | 4 Q              | 12.92            | 5                | Gick inte vidare | Gick inte vidare |
| Tatyana Shikolenko                                                                                  | Damernas spjutkastning         | 61.54          | 3 Q            |                  |                  |                  |                  | 62.91            | 7                |
| Irina Stankina                                                                                      | Damernas 20 kilometer gång     |                |                |                  |                  |                  |                  | Did Not Finish   | Did Not Finish   |
| Tatyana Tomashova                                                                                   | Damernas 5 000 meter           | 15:08.92       | 3 Q            |                  |                  |                  |                  | 15:01.28         | 13               |
| Marina Trandenkova                                                                                  | Damernas 100 meter             | 11.51          | 4              | Gick inte vidare | Gick inte vidare | Gick inte vidare | Gick inte vidare | Gick inte vidare | Gick inte vidare |
| Marina Trandenkova                                                                                  | Damernas 200 meter             | 23.31          | 4 Q            | 23.10            | 5                | Gick inte vidare | Gick inte vidare | Gick inte vidare | Gick inte vidare |
| Natalya Tsyganova                                                                                   | Damernas 800 meter             | 2:02.26        | 3              |                  |                  | Gick inte vidare | Gick inte vidare | Gick inte vidare | Gick inte vidare |
| Natalya Pomoshchnikova-Voronova                                                                     | Damernas 100 meter             | 11.47          | 4              | Gick inte vidare | Gick inte vidare | Gick inte vidare | Gick inte vidare | Gick inte vidare | Gick inte vidare |
| Olga Yegorova                                                                                       | Damernas 5 000 meter           | 15:14.34       | 3 Q            |                  |                  |                  |                  | 14:50.31         | 8                |
| Valentina Yegorova                                                                                  | Damernas maraton               |                |                |                  |                  |                  |                  | Did Not Finish   | Did Not Finish   |
| Yelena Yelesina                                                                                     | Damernas höjdhopp              | 1.94           | 1 Q            |                  |                  |                  |                  | 2.01             |                  |
| Natalya Ignatova Irina Khabarova Marina Kislova Marina Trandenkova Natalya Pomoshchnikova-Voronova  | Damernas 4 x 100 meter stafett | 43.15          | 2 Q            |                  |                  | 42.84            | 4 q              | 43.02            | 5                |
| Svetlana Gontjarenko Olga Kotljarova Natalja Nazarova Irina Privalova Julia Sotnikova Olesia Zykina | Damernas 4 x 400 meter stafett | 3:26.05        | 3 q            |                  |                  |                  |                  | 3:23.46          |                  |

## Fäktning
Herrar
| Fäktare                                                              | Gren                   | 32-delsfinal      | Sextondelsfinal               | Åttondelsfinal              | Kvartsfinal               | Semifinal                                | Final                                 | Placering |
| Fäktare                                                              | Gren                   | Motståndare Poäng | Motståndare Poäng             | Motståndare Poäng           | Motståndare Poäng         | Motståndare Poäng                        | Motståndare Poäng                     | Placering |
| -------------------------------------------------------------------- | ---------------------- | ----------------- | ----------------------------- | --------------------------- | ------------------------- | ---------------------------------------- | ------------------------------------- | --------- |
| Sergey Sharikov (3)                                                  | Herrarnas sabel        |                   | Lukashenko (UKR) (30) W 15-11 | Kothny (GER) (14) L 14-15   | Gick inte vidare          | Gick inte vidare                         | Gick inte vidare                      | 10        |
| Andrei Deev (22)                                                     | Herrarnas florett      |                   | Breutner (GER) (11) L 10-15   | Gick inte vidare            | Gick inte vidare          | Gick inte vidare                         | Gick inte vidare                      | 25        |
| Aleksey Frosin (11)                                                  | Herrarnas sabel        |                   | Sobala (POL) (22) W 15-12     | Williams (GBR) (27) W 15-8  | Kothny (GER) (14) L 12-15 | Gick inte vidare                         | Gick inte vidare                      | 6         |
| Pavel Kolobkov (1)                                                   | Herrarnas värja        |                   | Loit (EST) (33) W 15-9        | Lee (KOR) (17) W 15-8       | Trevejo (CUB) (9) W 15-14 | Lee (KOR) (20) W 13-9                    | Obry (FRA) (22) W 15-12               |           |
| Ilgar Mamedov (16)                                                   | Herrarnas florett      |                   | Rodríguez (VEN) (17) L 14-15  | Gick inte vidare            | Gick inte vidare          | Gick inte vidare                         | Gick inte vidare                      | 21        |
| Stanislav Pozdnyakov (1)                                             | Herrarnas sabel        |                   | Zhao (CHN) (33) W 15-11       | Gourdain (FRA) (17) L 11-15 | Gick inte vidare          | Gick inte vidare                         | Gick inte vidare                      | 9         |
| Dmitriy Shevchenko (9)                                               | Herrarnas florett      |                   | Krzesinski (POL) (24) W 15-8  | Gregory (CUB) (8) W 15-14   | Sanzo (ITA) (1) W 15-14   | Kim (KOR) (5) L 14-15                    | Bronsmatch Ferrari (FRA) (3) W 15-14  |           |
| Andrey Deyev Aleksandr Lakatosh Ilgar Mamedov Dmitriy Shevchenko (2) | Herrarnas florett, lag |                   |                               |                             | Kina (7) L 30-45          | Klassificering 5 - 8 Ukraina (6) L 36-45 | Klassificering 7 - 8 Kuba (5) L 39-45 | 8         |
| Sergey Sharikov Aleksey Frosin Stanislav Pozdnyakov (4)              | Herrarnas sabel, lag   |                   |                               |                             | Ungern (5) W 45-39        | Rumänien (1) W 45-28                     | Frankrike (2) W 45-32                 |           |

Damer
| Fäktare                                                              | Gren                | 32-delsfinal                  | Sextondelsfinal                 | Åttondelsfinal             | Kvartsfinal                      | Semifinal                             | Final                                       | Placering |
| Fäktare                                                              | Gren                | Motståndare Poäng             | Motståndare Poäng               | Motståndare Poäng          | Motståndare Poäng                | Motståndare Poäng                     | Motståndare Poäng                           | Placering |
| -------------------------------------------------------------------- | ------------------- | ----------------------------- | ------------------------------- | -------------------------- | -------------------------------- | ------------------------------------- | ------------------------------------------- | --------- |
| Karina Aznavourian (26)                                              | Damernas värja      | Goncharova (KAZ) (39) W 15-13 | Mazina (RUS) (7) L 11-15        | Gick inte vidare           | Gick inte vidare                 | Gick inte vidare                      | Gick inte vidare                            | 28        |
| Svetlana Boiko (11)                                                  | Damernas florett    |                               | Miroczkiewicz (POL) (22) L 9-15 | Gick inte vidare           | Gick inte vidare                 | Gick inte vidare                      | Gick inte vidare                            | 19        |
| Olga Charkova (19)                                                   | Damernas florett    |                               | Zimmermann (USA) (14) L 13-15   | Gick inte vidare           | Gick inte vidare                 | Gick inte vidare                      | Gick inte vidare                            | 23        |
| Tatiana Logounova (13)                                               | Damernas värja      |                               | Ko (KOR) (20) W 15-9            | Lamon (SUI) (29) W 15-8    | Barlois-Leroux (FRA) (5) W 15-10 | Hablützel-Bürki (SUI) (17) L 12-13    | Bronsmatch Flessel-Colovic (FRA) (2) L 6-15 | 4         |
| Maria Mazina (7)                                                     | Damernas värja      |                               | Aznavourian (RUS) (26) W 15-11  | Zalaffi (ITA) (10) L 13-15 | Gick inte vidare                 | Gick inte vidare                      | Gick inte vidare                            | 11        |
| Ekaterina Youcheva (8)                                               | Damernas florett    |                               | Marsh (USA) (25) L 9-15         | Gick inte vidare           | Gick inte vidare                 | Gick inte vidare                      | Gick inte vidare                            | 17        |
| Svetlana Boiko Olga Charkova Yekaterina Yusheva (7)                  | Damernas florett    |                               |                                 |                            | Tyskland (2) L 35-38             | Klassificering 5 - 8 Kina (3) W 45-33 | Klassificering 5 - 6 Ungern (4) W 45-38     | 5         |
| Karina Aznavourian Oxana Ermakova Tatiana Logounova Maria Mazina (4) | Damernas värja, lag |                               |                                 |                            | Tyskland (5) W 45-43             | Ungern (1) W 45-44                    | Schweiz (3) W 45-35                         |           |

## Gymnastik

### Artistisk
Herrar
| Gymnast                                                                                       | Gren                            | Redskap    | Redskap   | Redskap | Redskap | Redskap | Redskap | Final   | Final     |
| Gymnast                                                                                       | Gren                            | Fristående | Bygelhäst | Ringar  | Hopp    | Barr    | Räck    | Totalt  | Placering |
| --------------------------------------------------------------------------------------------- | ------------------------------- | ---------- | --------- | ------- | ------- | ------- | ------- | ------- | --------- |
| Maxim Aleshin                                                                                 | Herrarnas kval                  | 9.287      | 9.100     | 9.575   | 9.575   | 8.950   | 9.787   | 56.274  | 24 Q      |
| Maxim Aleshin                                                                                 | Herrarnas individuella mångkamp | 9.325      | 9.000     | 9.412   | 9.412   | 9.550   | 9.700   | 56.399  | 19        |
| Aleksej Bondarenko                                                                            | Herrarnas kval                  | 9.475      | 9.712     | 9.600   | 9.750 Q | 9.525   | 9.750 Q | 57.812  | 3 Q       |
| Aleksej Bondarenko                                                                            | Herrarnas individuella mångkamp | 9.637      | 9.725     | 9.712   | 9.400   | 9.675   | 9.775   | 57.924  | 7         |
| Aleksej Bondarenko                                                                            | Herrarnas hopp                  |            |           |         | 9.587   |         |         | 9.587   |           |
| Aleksej Bondarenko                                                                            | Herrarnas räck                  |            |           |         |         |         | 9.762   | 9.762   | 4         |
| Dmitri Drevin                                                                                 | Herrarnas kval                  | 9.225      |           |         |         |         |         | 9.225   | 96        |
| Nikolaj Krjukov                                                                               | Herrarnas kval                  |            | 9.750 Q   | 9.537   | 9.612   | 8.812   | 9.625   | 47.336  | 56        |
| Nikolaj Krjukov                                                                               | Herrarnas bygelhäst             |            | 9.700     |         |         |         |         | 9.700   | 8         |
| Aleksej Nemov                                                                                 | Herrarnas kval                  | 9.800 Q    | 9.787 Q   | 9.600   | 9.712 Q | 9.675 Q | 9.787 Q | 58.361  | 1 Q       |
| Aleksej Nemov                                                                                 | Herrarnas individuella mångkamp | 9.800      | 9.775     | 9.687   | 9.650   | 9.775   | 9.787   | 58.474  |           |
| Aleksej Nemov                                                                                 | Herrarnas fristående            | 9.800      |           |         |         |         |         | 9.800   |           |
| Aleksej Nemov                                                                                 | Herrarnas bygelhäst             |            | 9.800     |         |         |         |         | 9.800   |           |
| Aleksej Nemov                                                                                 | Herrarnas hopp                  |            |           |         | 9.456   |         |         | 9.456   | 4         |
| Aleksej Nemov                                                                                 | Herrarnas barr                  |            |           |         |         | 9.800   |         | 9.800   |           |
| Aleksej Nemov                                                                                 | Herrarnas räck                  |            |           |         |         |         | 9.787   | 9.787   |           |
| Yevgeni Podgorny                                                                              | Herrarnas kval                  | 9.625 Q    | 9.125     | 9.462   | 9.387   | 9.512   | 9.162   | 56.273  | 25        |
| Yevgeni Podgorny                                                                              | Herrarnas fristående            | 8.550      |           |         |         |         |         | 8.550   | 8         |
| Maxim Aleshin Aleksej Bondarenko Dmitri Drevin Nikolaj Krjukov Aleksej Nemov Yevgeni Podgorny | Herrarnas kval                  | 38.187     | 38.374    | 38.312  | 38.649  | 37.662  | 38.949  | 230.133 | 1 Q       |
| Maxim Aleshin Aleksej Bondarenko Dmitri Drevin Nikolaj Krjukov Aleksej Nemov Yevgeni Podgorny | Herrarnas lagmångkamp           | 38.037     | 37.974    | 38.487  | 38.736  | 38.411  | 38.374  | 230.019 |           |

Damer
| Gymnast | Gren                           | Redskap | Redskap | Redskap | Redskap    | Final   | Final     |
| Gymnast | Gren                           | Hopp    | Barr    | Bom     | Fristående | Totalt  | Placering |
| --- | ------------------------------ | ------- | ------- | ------- | ---------- | ------- | --------- |
| Anna Chepeleva | Damernas kval                  | 9.474   |         |         | 9.425      | 18.899  | 84        |
| Svetlana Khorkina                                                                                                  | Damernas kval                  | 9.731   | 9.850 Q | 9.662   | 9.762 Q    | 39.005  | 1 Q       |
| Svetlana Khorkina                                                                                                  | Damernas individuella mångkamp | 9.343   | 9.012   | 9.762   | 9.812      | 37.929  | 10        |
| Svetlana Khorkina                                                                                                  | Damernas barr                  |         | 9.862   |         |            | 9.862   |           |
| Svetlana Khorkina                                                                                                  | Damernas fristående            |         |         |         | 9.812      | 9.812   |           |
| Anastasiya Kolesnikova                                                                                             | Damernas kval                  |         | 9.625   | 9.587   |            | 19.212  | 81        |
| Yekaterina Lobaznyuk                                                                                               | Damernas kval                  | 9.637 Q | 9.675   | 9.762 Q | 9.612      | 38.686  | 4 Q       |
| Yekaterina Lobaznyuk                                                                                               | Damernas individuella mångkamp | 9.693   | 9.700   | 9.425   | 9.575      | 38.393  | 4         |
| Yekaterina Lobaznyuk                                                                                               | Damernas hopp                  | 9.674   |         |         |            | 9.674   |           |
| Yekaterina Lobaznyuk                                                                                               | Damernas bom                   |         |         | 9.787   |            | 9.787   |           |
| Yelena Produnova                                                                                                   | Damernas kval                  | 9.368   | 9.762 Q | 9.762 Q | 9.637      | 38.529  | 5         |
| Yelena Produnova                                                                                                   | Damernas barr                  |         | 9.650   |         |            | 9.650   | 7         |
| Yelena Produnova                                                                                                   | Damernas bom                   |         |         | 9.775   |            | 9.775   |           |
| Elena Zamolodchikova                                                                                               | Damernas kval                  | 9.612 Q | 9.687   | 9.375   | 9.662 Q    | 38.336  | 7 Q       |
| Elena Zamolodchikova                                                                                               | Damernas individuella mångkamp | 9.731   | 9.725   | 9.700   | 9.112      | 38.268  | 6         |
| Elena Zamolodchikova                                                                                               | Damernas hopp                  | 9.731   |         |         |            | 9.731   |           |
| Elena Zamolodchikova                                                                                               | Damernas fristående            |         |         |         | 9.850      | 9.850   |           |
| Anna Chepeleva Svetlana Khorkina Anastasiya Kolesnikova Yekaterina Lobaznyuk Yelena Produnova Elena Zamolodchikova | Damernas kval                  | 38.454  | 38.974  | 38.773  | 38.673     | 154.874 | 1 Q       |
| Anna Chepeleva Svetlana Khorkina Anastasiya Kolesnikova Yekaterina Lobaznyuk Yelena Produnova Elena Zamolodchikova | Damernas lagmångkamp           | 38.605  | 38.862  | 37.899  | 39.037     | 154.403 |           |

### Rytmisk
| Gymnast         | Gren                  | Kval  | Kval  | Kval  | Kval     | Kval   | Kval      | Final | Final | Final | Final    | Final  | Final     |
| Gymnast         | Gren                  | Red   | Ring  | Boll  | Tunnband | Totalt | Placering | Rep   | Ring  | Boll  | Tunnband | Totalt | Placering |
| --------------- | --------------------- | ----- | ----- | ----- | -------- | ------ | --------- | ----- | ----- | ----- | -------- | ------ | --------- |
| Yulia Barsukova | Damernas individuella | 9.900 | 9.900 | 9.900 | 9.900    | 39.600 | 3 Q       | 9.883 | 9.900 | 9.916 | 9.933    | 39.632 |           |
| Alina Kabajeva  | Damernas individuella | 9.916 | 9.925 | 9.925 | 9.925    | 39.691 | 1 Q       | 9.925 | 9.641 | 9.950 | 9.950    | 39.466 |           |

| Gymnast                                                                                      | Gren           | Kval     | Kval                | Kval   | Kval      | Final    | Final               | Final  | Final     |
| Gymnast                                                                                      | Gren           | 5 käglor | 2 ringar 3 tunnband | Totalt | Placering | 5 käglor | 2 ringar 3 tunnband | Totalt | Placering |
| -------------------------------------------------------------------------------------------- | -------------- | -------- | ------------------- | ------ | --------- | -------- | ------------------- | ------ | --------- |
| Irina Belova Yelena Chalamova Natalia Lavrova Mariya Netesova Vyera Shimanskaya Irina Zilber | Damernas trupp | 19.700   | 19.666              | 39.366 | 2 Q       | 19.800   | 19.700              | 39.500 |           |

### Trampolin
| Gymnast              | Gren                | Kval  | Kval      | Final | Final     |
| Gymnast              | Gren                | Poäng | Placering | Poäng | Placering |
| -------------------- | ------------------- | ----- | --------- | ----- | --------- |
| Aleksandr Moskalenko | Herrarnas trampolin | 69.00 | 1 Q       | 41.70 |           |
| Irina Karavayeva     | Damernas trampolin  | 65.20 | 2 Q       | 38.90 |           |

## Handboll
Herrar
Gruppspel
| Lag         | Pld | W | D | L | GF  | GA  | GD  | Poäng |
| ----------- | --- | - | - | - | --- | --- | --- | ----- |
| Ryssland    | 5   | 4 | 0 | 1 | 129 | 121 | +8  | 8     |
| Tyskland    | 5   | 3 | 1 | 1 | 128 | 113 | +15 | 7     |
| Jugoslavien | 5   | 3 | 0 | 2 | 130 | 127 | +3  | 6     |
| Egypten     | 5   | 3 | 0 | 2 | 122 | 115 | +7  | 6     |
| Sydkorea    | 5   | 1 | 1 | 3 | 128 | 131 | –3  | 3     |
| Kuba        | 5   | 0 | 0 | 5 | 128 | 158 | –30 | 0     |

Slutspel
|  | Kvartsfinaler | Kvartsfinaler |          |         | Semifinaler | Semifinaler |  |  | Final | Final |
|  |               |               |          |         |             |             |  |  |       |       |
|  |               |               |          |         |             |             |  |  |       |       |
|  |               |               |          |         |             |             |  |  |       |       |
|  | Ryssland      | 33            |          |         |             |             |  |  |       |       |
|  | Ryssland      | 33            |          |         |             |             |  |  |       |       |
|  | Slovenien     | 22            |          |         |             |             |  |  |       |       |
|  | Slovenien     | 22            | Ryssland | 29      |             |             |  |  |       |       |
|  |               |               | Ryssland | 29      |             |             |  |  |       |       |
|  |               | Jugoslavien   | 26       |         |             |             |  |  |       |       |
|  | Frankrike     | Jugoslavien   | 26       | 21      |             |             |  |  |       |       |
|  | Frankrike     |               |          | 21      |             |             |  |  |       |       |
|  | Jugoslavien   | 26            |          |         |             |             |  |  |       |       |
|  | Jugoslavien   | 26            | Ryssland | 28      |             |             |  |  |       |       |
|  |               |               | Ryssland | 28      |             |             |  |  |       |       |
|  |               | Sverige       | 26       |         |             |             |  |  |       |       |
|  | Tyskland      | Sverige       | 26       | 26      |             |             |  |  |       |       |
|  | Tyskland      |               |          | 26      |             |             |  |  |       |       |
|  | Spanien       | 27            |          |         |             |             |  |  |       |       |
|  | Spanien       | 27            | Spanien  | 25      | Bronsmatch  | Bronsmatch  |  |  |       |       |
|  |               |               | Spanien  | 25      | Bronsmatch  | Bronsmatch  |  |  |       |       |
|  |               | Sverige       | 32       |         |             |             |  |  |       |       |
|  | Sverige       | Sverige       | 32       | 27      | Jugoslavien | 22          |  |  |       |       |
|  | Sverige       |               |          | 27      | Jugoslavien | 22          |  |  |       |       |
|  | Egypten       | 23            |          | Spanien | 26          |             |  |  |       |       |
|  | Egypten       | 23            |          |         | 26          |             |  |  |       |       |
|  |               |               |          |         |             |             |  |  |       |       |
|  |               |               |          |         |             |             |  |  |       |       |

## Judo
Herrar
| Idrottare       | Gren                    | Inledande            | Sextondelsfinal       | Åttondelsfinal       | Kvartsfinal          | Semifinal            | Final                | Första återkvalet Omgång | Återkval Kvartsfinal | Återkval Semifinal   | Brons- match         | Placering |
| Idrottare       | Gren                    | Motståndare Resultat | Motståndare Resultat  | Motståndare Resultat | Motståndare Resultat | Motståndare Resultat | Motståndare Resultat | Motståndare Resultat     | Motståndare Resultat | Motståndare Resultat | Motståndare Resultat | Placering |
| --------------- | ----------------------- | -------------------- | --------------------- | -------------------- | -------------------- | -------------------- | -------------------- | ------------------------ | -------------------- | -------------------- | -------------------- | --------- |
| Evgeny Stanev   | Extra lättvikt (-60 kg) |                      | Poulot (CUB) L        | Gick inte vidare     | Gick inte vidare     | Gick inte vidare     | Gick inte vidare     | Smagulov (KGZ) L         | Gick inte vidare     | Gick inte vidare     | Gick inte vidare     |           |
| Islam Matsiev   | Halv lättvikt (-66 kg)  |                      | Rios (ARG) W          | Baglayev (KAZ) L     | Gick inte vidare     | Gick inte vidare     | Gick inte vidare     | Gick inte vidare         | Gick inte vidare     | Gick inte vidare     | Gick inte vidare     |           |
| Vitaliy Makarov | Lättvikt (-73 kg)       |                      | Shakharov (KAZ) L     | Gick inte vidare     | Gick inte vidare     | Gick inte vidare     | Gick inte vidare     | Gick inte vidare         | Gick inte vidare     | Gick inte vidare     | Gick inte vidare     |           |
| Dmitri Morozov  | Mellanvikt (-90 kg)     |                      | Gugava (GEO) W        | Croitoru (ROU) L     | Gick inte vidare     | Gick inte vidare     | Gick inte vidare     | Gick inte vidare         | Gick inte vidare     | Gick inte vidare     | Gick inte vidare     |           |
| Youri Stepkine  | Halv tungvikt (-100 kg) |                      | Traineau (FRA) L      | Gick inte vidare     | Gick inte vidare     | Gick inte vidare     | Gick inte vidare     | Belgroun (ALG) W         | Hand (USA) W         | Jikurauli (GEO) W    | Guido (ITA) W        |           |
| Tamerlan Tmenov | Tungvikt (+100 kg)      |                      | van der Geest (NED) W | Möller (GER) W       | Pan (CHN) W          | Shinohara (JPN) L    | Gick inte vidare     |                          |                      |                      | Tataroğlu (TUR) W    |           |

Damer
| Idrottare        | Gren                     | Inledande            | Sextondelsfinal      | Åttondelsfinal       | Kvartsfinal          | Semifinal            | Final                | Första återkvalet Omgång | Återkval Kvartsfinal | Återkval Semifinal   | Brons- match         | Placering |
| Idrottare        | Gren                     | Motståndare Resultat | Motståndare Resultat | Motståndare Resultat | Motståndare Resultat | Motståndare Resultat | Motståndare Resultat | Motståndare Resultat     | Motståndare Resultat | Motståndare Resultat | Motståndare Resultat | Placering |
| ---------------- | ------------------------ | -------------------- | -------------------- | -------------------- | -------------------- | -------------------- | -------------------- | ------------------------ | -------------------- | -------------------- | -------------------- | --------- |
| Lyubov Bruletova | Extra lättvikt (-48 kg)  |                      |                      | Dunn (GBR) W         | Savon (CUB) W        | Gradante (GER) W     | Tamura (JPN) L       |                          |                      |                      |                      |           |
| Anna Saraeva     | Halv mellanvikt (-63 kg) |                      |                      | Gal (ITA) L          | Gick inte vidare     | Gick inte vidare     | Gick inte vidare     |                          | Ishii (BRA) L        | Gick inte vidare     | Gick inte vidare     |           |
| Yulia Kuzina     | Mellanvikt (-70 kg)      |                      |                      | Blavo (CIV) W        | Cho (KOR) L          | Gick inte vidare     | Gick inte vidare     |                          | Scapin (ITA) L       | Gick inte vidare     | Gick inte vidare     |           |
| Irina Rodina     | Tungvikt (+78 kg)        |                      | Kusherbayeva (KAZ) W | Yamashita (JPN) L    | Gick inte vidare     | Gick inte vidare     | Gick inte vidare     |                          | Rosensteel (USA) W   | Kim (KOR) L          | Gick inte vidare     | 7         |

## Kanotsport
Sprint
Herrar
| Idrottare                                                      | Gren                 | Heat     | Heat      | Semifinal | Semifinal | Final            | Final            |
| Idrottare                                                      | Gren                 | Tid      | Placering | Tid       | Placering | Tid              | Placering        |
| -------------------------------------------------------------- | -------------------- | -------- | --------- | --------- | --------- | ---------------- | ---------------- |
| Anatoli Tishchenko                                             | Herrarnas K-1 500 m  | 1:44.707 | 5 QS      | 1:42.548  | 5         | Gick inte vidare | Gick inte vidare |
| Aleksandr Ivanik Roman Zarubin                                 | Herrarnas K-2 500 m  | 1:35.212 | 6 QS      | 1:32.963  | 5         | Gick inte vidare | Gick inte vidare |
| Oleg Gorobiy Yevgeni Salakhov                                  | Herrarnas K-2 1000 m | 3:17.067 | 7 QS      | 3:17.114  | 1 QF      | 3:18.937         | 7                |
| Oleg Gorobiy Yevgeni Salakhov Anatoli Tishchenko Roman Zarubin | Herrarnas K-4 1000 m | 2:59.764 | 2 QF      |           |           | 2:59.778         | 7                |
| Maxim Opalev                                                   | Herrarnas C-1 500 m  | 4:00.568 | 6 QS      | 4:01.222  | 6 QF      | 3:58.813         | 6                |
| Maxim Opalev                                                   | Herrarnas C-1 1000 m | 1:51.048 | 1 QF      |           |           | 2:25.809         |                  |
| Aleksandr Kostoglod Aleksandr Kovalyov                         | Herrarnas C-2 500 m  | 1:47.682 | 6 QS      | 1:44.981  | 1 QF      | 2:00.134         | 6                |
| Aleksandr Kostoglod Aleksandr Kovalyov                         | Herrarnas C-2 1000 m | 3:37.163 | 1 QF      |           |           | 3:41.267         | 4                |

Damer
| Idrottare                                                        | Gren               | Heat     | Heat      | Semifinal | Semifinal | Final    | Final     |
| Idrottare                                                        | Gren               | Tid      | Placering | Tid       | Placering | Tid      | Placering |
| ---------------------------------------------------------------- | ------------------ | -------- | --------- | --------- | --------- | -------- | --------- |
| Natalya Gouilly Yelena Tissina                                   | Damernas K-2 500 m | 1:47.356 | 6 QS      | 1:46.554  | 3 QF      | 2:04.994 | 9         |
| Natalya Gouilly Galina Poryvayeva Olga Tishchenko Yelena Tissina | Damernas K-4 500 m | 1:36.870 | 5 QS      | 1:38.262  | 3 QF      | 1:38.624 | 7         |

## Modern femkamp
| Idrottare          | Gren   | Skytte | Fäktning | Simning | Ridning | Löpning | Totalpoäng | Placering |
| ------------------ | ------ | ------ | -------- | ------- | ------- | ------- | ---------- | --------- |
| Dmitri Svatkovskiy | Herrar | 1048   | 880      | 1224    | 1070    | 1154    | 5376       |           |
| Tatiana Mouratova  | Damer  | 1060   | 800      | 1122    | 1040    | 914     | 4936       | 13        |
| Elizaveta Suvorova | Damer  | 1096   | 960      | 1117    | 827     | 1076    | 5076       | 7         |

## Ridsport
Dressyr
| Ryttare           | Häst          | Gren                | Omgång 1 | Omgång 1  | Omgång 2         | Omgång 2         | Omgång 2         | Omgång 2         | Final            | Final            | Final            | Final            |
| Ryttare           | Häst          | Gren                | Poäng    | Placering | Poäng            | Placering        | Totalpoäng       | Placering        | Poäng            | Placering        | Totalpoäng       | Placering        |
| ----------------- | ------------- | ------------------- | -------- | --------- | ---------------- | ---------------- | ---------------- | ---------------- | ---------------- | ---------------- | ---------------- | ---------------- |
| Svetlana Knyazeva | Russian Dance | Individuell dressyr | 63,12    | 39        | Gick inte vidare | Gick inte vidare | Gick inte vidare | Gick inte vidare | Gick inte vidare | Gick inte vidare | Gick inte vidare | Gick inte vidare |
| Elena Sidneva     | Podkhod       | Individuell dressyr | 65,76    | 23 Q      | 63,67            | 24               | 129,43           | 24               | Gick inte vidare | Gick inte vidare | Gick inte vidare | Gick inte vidare |

## Rodd
Herrar
| Roddare | Gren                    | Heat    | Heat      | Återkval | Återkval  | Semifinal | Semifinal | Final                 | Final                 |
| Roddare | Gren                    | Tid     | Placering | Tid      | Placering | Tid       | Placering | Tid                   | Placering             |
| --- | ----------------------- | ------- | --------- | -------- | --------- | --------- | --------- | --------------------- | --------------------- |
| Andrei Gluchov Dmitri Kovalev Aleksandr Litvintjev Aleksandr Lukjanov Sergei Matvejev Pavel Melnikov Dmitri Rozinkevitj Anton Tjermashentsev Vladimir Volodenkov Nikolai Aksjonov | Åtta med styrman        | 5:40,55 | 4 R       | 5:43,48  | 3 FB      |           |           | 5:42,72               | Final B 3             |
| Sergei Dimitriattjev Dimitri Ovettjko | Lättvikts-dubbelsculler | 6:46,34 | 4 R       | 6:44,54  | 4 FC      |           |           | Final C Startade inte | Final C Startade inte |
| Sergei Bukreev Dmitri Kartatjov Andrei Sjevel Aleksandr Zjuzin | Fyra utan styrman       | 6:17,01 | 4 R       | 6:10,35  | 2 SF      | 6:07,99   | 6 FB      | 6:09,12               | Final B 4             |

Damer
| Roddare                                                   | Gren                       | Heat    | Heat      | Återkval | Återkval  | Semifinal | Semifinal | Final   | Final     |
| Roddare                                                   | Gren                       | Tid     | Placering | Tid      | Placering | Tid       | Placering | Tid     | Placering |
| --------------------------------------------------------- | -------------------------- | ------- | --------- | -------- | --------- | --------- | --------- | ------- | --------- |
| Julia Alexandrova                                         | Damernas singelsculler     | 7:36,80 | 2 R       | 7:47,04  | 1 SF      | 7:42,23   | 3 FA      | 7:36,57 | 4         |
| Albina Ligattjeva Vera Potjitaeva                         | Damernas tvåa utan styrman | 7:22,69 | 4 R       | 7:20,51  | 3 FB      |           |           | 7:17,87 | Final B 1 |
| Oksana Dorodnova Irina Fedotova Julija Levina Larisa Merk | Damernas scullerfyra       | 6:31,77 | 1 FA      |          |           |           |           | 6:21,65 |           |

## Segling
Herrar
| Seglare                          | Gren      | Lopp | Lopp | Lopp | Lopp | Lopp | Lopp | Lopp | Lopp | Lopp | Lopp | Lopp | Summerad poäng | Finalplacering |
| Seglare                          | Gren      | 1    | 2    | 3    | 4    | 5    | 6    | 7    | 8    | 9    | 10   | 11   | Summerad poäng | Finalplacering |
| -------------------------------- | --------- | ---- | ---- | ---- | ---- | ---- | ---- | ---- | ---- | ---- | ---- | ---- | -------------- | -------------- |
| Vladimir Moisejev                | Mistral   | 29   | 31   | 17   | 30   | (34) | (32) | 30   | 30   | 29   | 27   | 28   | 251            | 33             |
| Jevgeni Tjernov                  | Finnjolle | (26) | 15   | (24) | 22   | 20   | 21   | 19   | 21   | 10   | 23   | 21   | 172            | 23             |
| Dmitri Berezkin Michail Krutikov | 470       | 9    | 17   | 1    | 2    | 14   | (26) | 11   | 11   | 7    | 10   | (29) | 82             | 11             |

M = Medaljlopp; EL = Eliminerad – gick inte vidare till medaljloppet;
Damer
| Seglare                              | Gren | Lopp | Lopp | Lopp | Lopp | Lopp | Lopp | Lopp | Lopp | Lopp | Lopp | Lopp | Summerad poäng | Finalplacering |
| Seglare                              | Gren | 1    | 2    | 3    | 4    | 5    | 6    | 7    | 8    | 9    | 10   | 11   | Summerad poäng | Finalplacering |
| ------------------------------------ | ---- | ---- | ---- | ---- | ---- | ---- | ---- | ---- | ---- | ---- | ---- | ---- | -------------- | -------------- |
| Anna Basalkna Vladislava Ukraintseva | 470  | 12   | (15) | 13   | 4    | 14   | 13   | (16) | 12   | 6    | 14   | 14   | 102            | 15             |

M = Medaljlopp; EL = Eliminerad – gick inte vidare till medaljloppet;
Öppen
| Seglare                                         | Gren    | Lopp | Lopp | Lopp | Lopp | Lopp | Lopp | Lopp | Lopp | Lopp | Lopp | Lopp | Summerad poäng | Finalplacering |
| Seglare                                         | Gren    | 1    | 2    | 3    | 4    | 5    | 6    | 7    | 8    | 9    | 10   | 11   | Summerad poäng | Finalplacering |
| ----------------------------------------------- | ------- | ---- | ---- | ---- | ---- | ---- | ---- | ---- | ---- | ---- | ---- | ---- | -------------- | -------------- |
| Laser                                           | 15      | 9    | 15   | 17   | (31) | 12   | 19   | 24   | (29) | 14   | 18   | 143  | 20             |                |
| Konstantin Jemeljanov Aleksandr Janin           | Tornado | 12   | (17) | 14   | (16) | 14   | 14   | 8    | 13   | 16   | 13   | 14   | 118            | 15             |
| Georgi Sjajduko Oleg Choperskij Andrei Kirilyuk | Soling  |      |      |      |      |      |      |      |      |      |      |      |                | 6              |

M = Medaljlopp; EL = Eliminerad – gick inte vidare till medaljloppet;

## Simhopp
Herrar
| Hoppare                           | Gren                       | Kval   | Kval      | Semifinal | Semifinal | Semifinal         | Semifinal | Final            | Final            | Final              | Final            |
| Hoppare                           | Gren                       | Poäng  | Placering | Poäng     | Placering | Poäng (kval+semi) | Placering | Poäng            | Placering        | Poäng (semi+final) | Placering        |
| --------------------------------- | -------------------------- | ------ | --------- | --------- | --------- | ----------------- | --------- | ---------------- | ---------------- | ------------------ | ---------------- |
| Aleksandr Dobroskok               | Herrarnas 3 m              | 377,34 | 17 Q      | 221,28    | 11        | 598,62            | 13        | Gick inte vidare | Gick inte vidare | Gick inte vidare   | Gick inte vidare |
| Igor Lukasjin                     | Herrarnas 10 m             | 432,15 | 11 Q      | 179,94    | 15        | 612,09            | 11        | 444,57           | 7                | 624,51             | 7                |
| Dmitri Sautin                     | Herrarnas 3 m              | 444,51 | 3 Q       | 240,24    | 1         | 684,75            | 2 Q       | 462,96           | 3                | 703,20             |                  |
| Dmitri Sautin                     | Herrarnas 10 m             | 471,27 | 3 Q       | 190,92    | 5         | 662,19            | 3 Q       | 488,34           | 3                | 679,26             |                  |
| Aleksandr Dobroskok Dmitri Sautin | Herrarnas 3 m parhoppning  |        |           |           |           |                   |           |                  |                  | 329,97             |                  |
| Igor Lukasjin Dmitri Sautin       | Herrarnas 10 m parhoppning |        |           |           |           |                   |           |                  |                  | 365,04             |                  |

Damer
| Hoppare                                    | Gren                      | Kval   | Kval      | Semifinal | Semifinal | Semifinal         | Semifinal | Final            | Final            | Final              | Final            |
| Hoppare                                    | Gren                      | Poäng  | Placering | Poäng     | Placering | Poäng (kval+semi) | Placering | Poäng            | Placering        | Poäng (semi+final) | Placering        |
| ------------------------------------------ | ------------------------- | ------ | --------- | --------- | --------- | ----------------- | --------- | ---------------- | ---------------- | ------------------ | ---------------- |
| Vera Iljina                                | Damernas 3 m              | 305,25 | 5 Q       | 237,81    | 3         | 543,06            | 4 Q       | 317,34           | 7                | 555,15             | 6                |
| Jevgenija Olshevskaja                      | Damernas 10 m             | 271,05 | 18 Q      | 166,98    | 11        | 438,03            | 16 Q      | Gick inte vidare | Gick inte vidare | Gick inte vidare   | Gick inte vidare |
| Julija Pachalina                           | Damernas 3 m              | 316,08 | 3 Q       | 236,43    | 4         | 552,51            | 3 Q       | 333,99           | 4                | 570,42             | 4                |
| Svetlana Timosjinina                       | Damernas 10 m             | 309,21 | 7 Q       | 160,47    | 15        | 469,68            | 9 Q       | 318,42           | 5                | 478,89             | 8                |
| Vera Iljina Julija Pachalina               | Damernas 3 m parhoppning  |        |           |           |           |                   |           |                  |                  | 332,64             |                  |
| Jevgenija Olsjevskaja Svetlana Timosjinina | Damernas 10 m parhoppning |        |           |           |           |                   |           |                  |                  | 288,30             | 6                |

## Taekwondo
| Idrottare        | Gren             | Åttondelsfinaler     | Kvartsfinaler        | Semifinaer           | Återkval omg. 1      | Återkval omg. 2      | Final                | Final            |
| Idrottare        | Gren             | Motståndare Resultat | Motståndare Resultat | Motståndare Resultat | Motståndare Resultat | Motståndare Resultat | Motståndare Resultat | Placering        |
| ---------------- | ---------------- | -------------------- | -------------------- | -------------------- | -------------------- | -------------------- | -------------------- | ---------------- |
| Aslander Dzitiev | Herrarnas −68 kg | Naeeli (LBA) W 12-3  | Sin (KOR) L 1-9      | Gick inte vidare     | Caliskan (AUT) L 0-6 | Gick inte vidare     | Gick inte vidare     | Gick inte vidare |
| Natalia Ivanova  | Damernas +67 kg  |                      | Bosshart (CAN) W 8-6 | Vezmar (CRO) W 6-4   |                      |                      | Chen (CHN) L 3-8     |                  |

## Tennis
Herrar
| Spelare                | Gren       | Omgång 1                      | Omgång 2                  | Åttondelsfinaler                       | Kvartsfinaler                | Semifinaler                  | Final / BM                              | Final / BM       |
| Spelare                | Gren       | Motståndare Poäng             | Motståndare Poäng         | Motståndare Poäng                      | Motståndare Poäng            | Motståndare Poäng            | Motståndare Poäng                       | Placering        |
| ---------------------- | ---------- | ----------------------------- | ------------------------- | -------------------------------------- | ---------------------------- | ---------------------------- | --------------------------------------- | ---------------- |
| Yevgeny Kafelnikov (5) | Herrsingel | Marín (CRC) W 6-0, 6-1        | Chela (ARG) W 7-6(4), 6-4 | Philippoussis (AUS) (11) W 7-6(4), 6-3 | Kuerten (BRA) (2) W 6-4, 7-5 | di Pasquale (FRA) W 6-4, 6-4 | Haas (GER) W 7-6(4), 3-6, 6-2, 4-6, 6-3 |                  |
| Marat Safin (1)        | Herrsingel | Santoro (FRA) L 6-1, 1-6, 4-6 | Gick inte vidare          | Gick inte vidare                       | Gick inte vidare             | Gick inte vidare             | Gick inte vidare                        | Gick inte vidare |

Damer
| Spelare                             | Gren      | Omgång 1                    | Omgång 2                                       | Åttondelsfinaler                                  | Kvartsfinaler                     | Semifinaler                 | Final / BM                      | Final / BM       |
| Spelare                             | Gren      | Motståndare Poäng           | Motståndare Poäng                              | Motståndare Poäng                                 | Motståndare Poäng                 | Motståndare Poäng           | Motståndare Poäng               | Placering        |
| ----------------------------------- | --------- | --------------------------- | ---------------------------------------------- | ------------------------------------------------- | --------------------------------- | --------------------------- | ------------------------------- | ---------------- |
| Elena Dementieva (10)               | Damsingel | Vavrinec (SUI) W 6-1, 6-1   | Boogert (NED) W 6-2, 4-6, 7-5                  | Habšudová (SVK) W 6-2, 6-1                        | Schett (AUT) (12) W 2-6, 6-2, 6-1 | Dokić (AUS) W 2-6, 6-4, 6-4 | V Williams (USA) (2) L 2-6, 4-6 |                  |
| Elena Lichovtseva (15)              | Damsingel | Kandarr (GER) L 4-6, 4-6    | Gick inte vidare                               | Gick inte vidare                                  | Gick inte vidare                  | Gick inte vidare            | Gick inte vidare                | Gick inte vidare |
| Anastasia Myskina                   | Damsingel | Daniilidou (GRE) W 6-1, 7-5 | Van Roost (BEL) (8) L 2-6, 3-6                 | Gick inte vidare                                  | Gick inte vidare                  | Gick inte vidare            | Gick inte vidare                | Gick inte vidare |
| Elena Lichovtseva Anastasia Myskina | Damdubbel |                             | Križan (SLO) Srebotnik (SLO) (7) W 7-6(4), 6-3 | S Williams (USA) V Williams (USA) L 6-4, 2-6, 3-6 | Gick inte vidare                  | Gick inte vidare            | Gick inte vidare                | Gick inte vidare |

## Triathlon
| Triathlet      | Gren               | Simning (1.5 km) | Cykling (40 km) | Löpning (10 km) | Total tid             | Placering |
| -------------- | ------------------ | ---------------- | --------------- | --------------- | --------------------- | --------- |
| Nina Anisimova | Damernas triathlon | 19:17,28         | 1:05:14,90      | 37:56,77        | 2:03:26,35 (+2:45.83) | 12        |